# Manuel Ojinaga (település)
Manuel Ojinaga (röviden Ojinaga) egy város Mexikó Chihuahua államának keleti részén. Lakossága 2010-ben meghaladta a 22 000 főt.

## Földrajz

### Fekvése
A város Chihuahua állam keleti részén, a Río Bravo del Norte folyó mentén, Texas állam határán fekszik, határátkelő Presidio irányába. Innen indul a 16-os főút is Sonora tengerpartja irányába. A település a tenger szintje felett körülbelül 800 méteres magasságban terül el, a terep a folyó völgyétől délnyugat felé lassan emelkedik.

### Éghajlat
A város éghajlata forró és száraz. Minden hónapban mértek már legalább 31 °C-os hőséget, a rekord megközelítette a 48 °C-ot is. Az átlagos hőmérsékletek a januári 10,6 és a júliusi 31,4 fok között váltakoznak, fagy novembertől márciusig előfordul. Az évi átlagosan 270 mm csapadék időbeli eloszlása nagyon egyenetlen: a júniustól szeptemberig tartó 4 hónapos időszak alatt hull az éves mennyiség közel kétharmada.
| Hónap                                   | Jan.  | Feb. | Már. | Ápr. | Máj. | Jún. | Júl. | Aug. | Szep. | Okt. | Nov. | Dec. | Év    |
| --------------------------------------- | ----- | ---- | ---- | ---- | ---- | ---- | ---- | ---- | ----- | ---- | ---- | ---- | ----- |
| Rekord max. hőmérséklet (°C)            | 31,0  | 33,0 | 38,0 | 39,0 | 46,0 | 47,6 | 47,0 | 47,5 | 46,0  | 41,0 | 36,0 | 31,0 | 47,6  |
| Átlagos max. hőmérséklet (°C)           | 19,0  | 22,2 | 26,6 | 32,0 | 35,9 | 39,2 | 38,7 | 37,6 | 34,7  | 30,1 | 23,9 | 19,6 | 30,0  |
| Átlaghőmérséklet (°C)                   | 10,6  | 13,5 | 17,4 | 22,7 | 27,2 | 31,3 | 31,4 | 30,5 | 27,9  | 22,4 | 15,6 | 11,4 | 21,9  |
| Átlagos min. hőmérséklet (°C)           | 2,3   | 4,7  | 8,3  | 13,5 | 18,4 | 23,3 | 24,2 | 23,4 | 21,1  | 14,6 | 7,3  | 3,2  | 13,7  |
| Rekord min. hőmérséklet (°C)            | −12,0 | −6,0 | −3,0 | 1,0  | 8,0  | 13,0 | 16,0 | 11,0 | 4,0   | 1,0  | −5,0 | −9,0 | −12,0 |
| Átl. csapadékmennyiség (mm)             | 11    | 7    | 5    | 9    | 17   | 36   | 46   | 45   | 48    | 26   | 11   | 10   | 270   |
| Forrás: Servicio Meteorológico Nacional |       |      |      |      |      |      |      |      |       |      |      |      |       |

## Népesség
A település népessége a közelmúltban hullámzott: voltak időszakok, amikor csökkent, voltak, amikor nőtt. A változásokat szemlélteti az alábbi táblázat:
| Év   | Lakosság |
| ---- | -------- |
| 1990 | 18 177   |
| 1995 | 18 732   |
| 2000 | 20 371   |
| 2005 | 18 378   |
| 2010 | 22 744   |

## Története
Az első spanyol, aki a mai település vidékén járt, egy García de San Francisco nevű szerzetes volt a 17. század középső harmadában, majd 1684. június 13-án Juan Fernández de Mendoza volt az, aki a területet birtokba vette a spanyol korona nevében. Az első állandó telepeket Juan Antonio Trasviña y Retes hozta létre 1715. június 2-án, amikor letelepítette itt Gregorio Osorio és Juan Francisco García szerzeteseket. A hely neve ekkor San Francisco de la Junta de los Ríos lett.
1759 és 1824 között a terület a Presidios Militares kormányzásához tartozott, ezután viszont megalakult az önálló község és létrejött első önkormányzata. Ekkor az Aldama nevű partidóhoz, majd kantonhoz tartozott, 1879-ben pedig létrehozták az Ojinaga nevű kantont. 1887-től 1911-ig a Morelos nevű körzet részét képezte. Mai nevét 1865-ben kapta meg az az évben elhunyt Manuel Ojinaga tábornok tiszteletére, ezzel egyidőben a települést villa rangra is emelték. A ciudad rangot 1948-ban kapta meg.
A város több fegyveres összecsapás helyszíne is volt a történelem során. 1872 októberében Manuel Maya állami serege ostromolta meg sikerrel a várost, az itt berendezkedett porfirista Manuel Márquez csapatait kiverték. Négy évvel később Fermín Fierro lerdista csapatai győzték le itt a Tuxtepec-terv híveit, akiket az a Susano Ortiz vezetett, akit több társával fogságba vetettek. 1913 novemberében a Tierra Blanca-i csatában legyőzött huertista Salvador Mercado úgy döntött, az általa utolsó biztonságosnak vélt helyre, Ojinagába menekül híveivel együtt. Miután megérkeztek, hozzáláttak a város védelmének megerősítéséhez. 1914. január elsején Pánfilo Natera és Toribio Ortega Ramírez megtámadták Ojinagát, de nem jártak sikerrel, ezért Pancho Villa is támadásra szánta el magát. Őt január 10-én már nem tudták visszaverni Mercado erői.

## Turizmus, látnivalók, kultúra
Ojinaga nem tartozik a kedvelt turisztikai célpontok közé. Két régi műemléke a Nuestro Padre Jesús-templom és a 19. századi Názáreti Jézus-templom. A Benito Juárezről elnevezett iskolában áll a névadó emlékműve. A város egyetlen múzeuma a Francisco Villa Múzeum. A település alapításának ünnepét minden év június 2-án tartják.